# Hatsue Yuasa
Hatsue Yuasa (japanisch 湯浅 初枝 Yuasa Hatsue; * 22. Juni 1902 in der Präfektur Tokio; † nach 1943) war eine japanische Opernsängerin (Sopran).

## Biographie
Hatsue Yuasa war Tochter des früh verstorbenen Marineoffiziers Takejirō Yuasa (1871–1904) sowie der Sakae Yushisaki (1885–1923). Nach Besuch des Oberlyzeums in Tokio absolvierte sie von 1919 bis 1923 ein Gesangsstudium an der Kaiserlichen Musikakademie in Tokio. Ihre Lehrerin war die deutsch-norwegische Musikerin Hanka Petzold (1862–1937), ehemalige Schülerin von Liszt, anerkannte Wagner-Interpretin und Ehefrau des Journalisten Bruno Petzold. Ab 1923 setzte Yuasa ihre Ausbildung bei Ernst Grenzebach und Adolf Philipsen in Berlin fort.
Am 17. Juli 1926 heiratete Yuasa den Berliner Pianisten Walther Carl Meiszner (eigentlich: Meißner), den sie bei ihrem Berliner Debüt kennengelernt hatte und der in der Folge als ihr Klavierbegleiter auftrat. 1929 wohnte das Paar in der Schloßstraße 53 in Berlin-Charlottenburg; die Ehe blieb kinderlos. Yuasas Ehemann starb 1931 im Alter von 35 Jahren.
In Europa wurde damit geworben, dass Yuasa Solistin an der Kaiserlichen Oper in Tokio sei. Zwischen 1925 und 1943 sang sie auf europäischen Bühnen, vorrangig in Deutschland, Österreich und Skandinavien. Häufig verkörperte Hatsue Yuasa Madame Butterfly in der gleichnamigen Oper von Giacomo Puccini, wie etwa 1930 am Lippischen Landestheater Detmold. Die Butterfly sang sie im selben Jahr auch im Salzburger Festspielhaus in einer Aufführung mit dem Salzburger Mozarteumorchester. Im März 1936 gastierte sie in dieser Rolle an der Hamburger Volksoper. Yuasa bestritt auch Konzertabende. So trat sie am 8. März 1928 in Bergen mit dem dortigen Sinfonieorchester auf. Sie sang vier Opernarien (darunter die Butterfly-Arie Un bel dì, vedremo) sowie sechs Lieder, vier davon Kompositionen ihres Landsmannes Yamada Kōsaku. Im selben Jahr gab sie 24 Konzerte in England.
Die verschiedenen Konzertkritiken gaben vor allem ihrem Erstaunen darüber Ausdruck, dass eine Sängerin aus Japan in der Lage war, westliche Opernmusik zu interpretieren, und gingen oft auf die äußere Erscheinung von Yuasa ein. So schrieb das Wiener Salonblatt 1925:

„Wie wir hören, soll der ‚Einzige Liederabend‘ der japanischen Sängerin Hatsue Yuasa von einem zweiten gefolgt werden; aber nichtsdestoweniger war es ein einziger Genuß, diese reizende, fremdländische Menschenblüte zu sehen und zu hören. […] Es war erstaunlich, wie sich diese Japanerin in den Stil des Abendlandes einfühlen konnte. Wir wünschten unseren gleichaltrigen Sängerinnen ihre vollendete Gesangskunst, ihr gehauchtes Pianissimo und den ergreifenden Ausdruck in allen Schattierungen menschlichen Empfindens.“

Das Fachblatt Neue Zeitschrift für Musik lobte 1926 die „kimonogekleidete anmutige Erscheinung“ sowie die „perfekte Gesangskunst“ der Sängerin. In der Linzer Tages-Post wiederum war 1928 zu lesen:

„Ein Pupperl. So ein echtes japanisches mit auseinandergestellten schlauen Augen, porzellanenem Teint […], zierlichen Gliedmaßen. Es hat einen dichtschwarzen Pagenkopf und ist – wie herzig – von rosenroten europäischen Tüllwolken umflattert. Eine reizende Miniatur. Wie dahingestellt, um die Geishapoesie lebendig zu machen. Und dann beginnt das Püppchen zu singen, mit erotischen, aber drollig lieben Lippenbewegungen und einer samtweichen Stimme. Hört man recht? Es sind italienische Arien in der Ursprache, das fließt wie Milch und Honig. […] Da ist sie, die richtige Madame Schmetterling. […] Sowas Liebes und Bakschierliches ist noch nie dagewesen!“

Unter den Fans der „japanischen Nachtigall“ befand sich unter anderem der Dramatiker Gerhart Hauptmann, der ihr nach einem Konzert einen Dankesbrief schrieb.
Zwischen 1932 und 1934 spielte Yuasa in vier deutschen Filmen mit, darunter an der Seite des populären Sängers Helge Rosvaenge in dem Spielfilm Der Knalleffekt. Darin hilft sie einem Sänger in der Hauptrolle der Oper Der Postillon von Lonjumeau, den erwünschten Knalleffekt mit einer Peitsche zu erzielen, indem sie Knallerbsen daran befestigt. 1933 trat sie in dem Film Spiegel auf, der von Nicholas Kaufmann produziert wurde und auf einem Drehbuch von Wilhelm Prager basierte. Regisseur des Kurzfilms, in dem japanisches Leben gezeigt wurde, war ihr Landsmann, der Musiker Kōichi Kishi (1909–1937).
Hatsue Yuasa sang bis mindestens 1943 in Deutschland und deutschen Besatzungsgebieten. Zahlreiche Konzerte gab sie in Berlin, so im Januar 1942, als sie im Beethovensaal Lieder von Gluck und Johannes Brahms sang; am Klavier saß Michael Raucheisen. Bei einem Konzert in Dresden im März 1943 war der Komponist und Musiker Willy Jaeger (1895–1986) ihr Begleiter am Klavier.
1945 wurde eine Tonaufnahme veröffentlicht, auf der sie den Cherubino aus der Hochzeit des Figaro von Mozart sang.
Über Yuasas weiteren Lebensweg gibt es keine Erkenntnisse.